# Złoty Kurhan
Złoty Kurhan (ros. Золотой Курган) – określenie używane w odniesieniu do dwóch kurhanów na Krymie:
- Złoty Kurhan koło Symferopola - kurhan położony około 5 km od Symferopola, pochodzący z epoki brązu i przypominający pochówki Scytów naddnieprzańskich. W kurhanie mieścił się wkopany później (w V wieku p.n.e.) grób, w którym znajdował się pochówek scytyjskiego wojownika. Zmarły leżał na plecach w pozycji wyprostowanej; miał na sobie pancerz, na szyi złoty naszyjnik, na biodrach pas zdobiony litymi płytkami przedstawiającymi orła; tuż obok leżał żelazny miecz ze złotą wykładziną pochwy, figurka lwicy będąca przypuszczalnie ozdobą drewnianego kołczanu oraz 180 brązowych grotów strzał.
- Złoty Kurhan koło Kercza – kurhan na przedmieściach miasta Kercz. Jego wysokość to 21 m, obwód – 240 m. Kamienny nasyp na brzegach był wzmocniony kamiennym murem. W 1832, w trakcie wykopalisk, pod nasypem zostały odkryte 3 kamienne grobowce, ograbione jeszcze w starożytności. Okrągła komora grobowa głównego grobowca liczyła sobie 6,4 m średnicy i 9 m wysokości. Jej ściany zbudowano z 17 warstw ciosanych bloków wapiennych, tworzących sklepienie pozorne. Dromos, wiodący do komory, miał długość 4,75 m i pokryty był również sklepieniem pozornym.  Kurhan pochodzi z IV wieku p.n.e. i był najprawdopodobniej grobowcem znamienitego dostojnika Królestwa Bosporańskiego.